# Czarownictwo
Czarownictwo – (jest to obecna forma słownikowa; w wersji archaicznej czarostwo, ang. witchcraft) 	
1. Jest to zespół praktyk i działań opierających się na dziedzinie magii skupionych wokół osoby czarownika.
2. Nazwa ta również wywodzi się od nawiązania do kulturowego archetypu wiedźm, czarownic, czarowników, czarnoksiężników, którzy stanowią nośnik przekazujący wszelkie formy magicznych poczynań.
3. Jest to wykorzystanie przynależnych do człowieka właściwości, zabiegów o charakterze magicznym lub kontaktów z tajemnymi mocami w celu uruchomienia sił nadprzyrodzonych, których obecność ma wpływ na relacje w świecie realnym w sposób bezpośredni lub pośredni, poprzez oddziaływanie na innego rodzaju siły postrzegane jako nadnaturalne[1].

## Etymologia
Odniesienie przedmiotowe terminu czarownictwo nie jest jednolite. Zależy to od określonych kultur, języków, epok. Jednostkom określanym jako czarownice, czarownicy przypisuje się nierzadko kontakty ze sferą profanum (światem zmarłych, demonami, klątwami, przeobrażeniami etc.). W skład działań czarownictwa uchodzą również pozytywne praktyki, takie jak: znachorstwo, lecznictwo, odczynianie.
Czarownictwo bywa również określane mianem praktyk ekstatycznych – wykonywane przez czarownika lub czarownicę działania odbywają się w stanie kontrolowanego transu, co przybliża je do działań szamanistycznych bądź głęboko plemiennych.

## Znaczenie kulturowe
Czarownictwo należy do dziedziny magii, której system wierzeń w kulturze symbolicznej jest charakterystyczny dla kultur paleolitycznych (łowiecko-zbierackich). Tego rodzaju kultura stanowi typ magiczny, który jest najstarszą formą kultury w ujęciu globalnym. W myśleniu magicznym (mitycznym) występuje brak rozróżnienia dwóch typów związków: symbolicznych i przyczynowo-skutkowych. Kultura magiczna zostaje wobec tego niepodzielną na kulturę techniczno-użytkową i symboliczną.
W czarownictwie nie obowiązuje podział na wartości o charakterze nadrzędnym (realizacyjnym, autotelicznym) i podrzędnym (instrumentalnym, heterotelicznym). W czarownictwie (w kulturze magicznej) nie można dokonać podziału pomiędzy wartościami (czynnościami) o charakterze symbolicznym i praktycznym, nie można też wydzielić autonomicznych sfer i dziedzin kultury.

## Charakterystyka
Charakterystycznymi cechami zarówno dla czarownictwa, jak i magii będą:
- opanowanie świata przez przenikającą wszystko bezosobową siłę (mana, wakan, orenda, manitou)
- praktyczne zorientowania i związany z nimi brak zainteresowań moralnych
- brak instytucjonalizacji lub tylko jej zaczątkowy zarys (szaman, czarownik)
- brak miejsc kultu (świętych) i cmentarzy (wyodrębnionych miejsc dla pochówku zmarłych istot)

Różne formy praktyk czarownictwa i myślenia magicznego spotyka się w innych typach kultur.

## Współczesne praktyki czarownictwa
Istnieje wiele teorii jakoby czarownictwo stanowiło odłam współczesnej religii naturalnej (honorującej cykle, jakie zachodzą w przyrodzie), do której należałoby m.in. neopogańskie czarownictwo, wicca.

## Polska
W Polsce czarownictwo kojarzone jest z postaciami czarownic o archetypicznym znaczeniu, lecz również pogląd ten uległ zmianie ze względu na współczesne ruchy o charakterze magicznym. Tak więc czarownictwo zostaje uogólnione do postaci pochodzących ze starych opowiadań i legend, jak również do osób zainteresowanych szeroko pojętą dziedziną magii tworzących swoje własne ugrupowania.

### Wicca
Wicca trafiła do Polski w późnych latach 90. XX wieku. W 1998 roku pojawiły się pierwsze książki z wicca w tytule, podręczniki wydawane przez Wydawnictwo Astrum. Również ten temat zaczął być poruszany w różnego rodzaju magazynach astrologicznych. Zakładane zostawały strony internetowe, fora i grupy dyskusyjne, jak również kanały ircowe. 
W 2004 roku pojawiły się większe imprezy, otwarte rytuały i zloty, które ogłaszano w Internecie. Przełomowym okazał się być rok 2007, kiedy to w Warszawie pojawili się zagraniczni przedstawiciele o kilkunastoletnim doświadczeniu, prowadzący kursy dla początkujących. W ich ślady poszli również polscy przedstawiciele, zaczęto prowadzić warsztaty, spotkania otwarte i prywatne.
W chwili obecnej w Polsce działają koweny wicca tradycyjnego.

### Wierzenia półdemoniczne
Wiara w czarownice jest szeroko rozpowszechniona w Wielkopolsce. Czarownica jest tutaj istotą, która nie tylko wchodzi w relacje ze złem, lecz również pomaga ona sobie samej, na szkodę dla innych. W podaniach o wierzeniach wielkopolskich w czarownice niewiele jest informacji na temat ich rzekomego wyglądu. Być może oznacza to, iż w społeczeństwie były one powszechnie znane.
Przykładowe opisy czarownic: Chodzież – osoba duża i otyła, nieznośna wobec ludzi; w Międzyrzeczu była ona czerwonooką babą; w Bogdanowie nosiły się fantazyjnie ubrane; w Skwierzynie zaś mówiły każdemu to, co pragnął usłyszeć. Czarownicom również przypisuje się takie cechy jak przeobrażenia pod postacie zwierzęce. Widywano je nieraz jako ropuchy, koty, żółwie, zające czy konie. Przekonanie zaś o magicznych zdolnościach czarownic można odnaleźć w wielu wielkopolskich opowiadaniach.
Wiara w czarownice stosunkowo długo utrzymywana była w Wielkopolsce i wciąż jest jeszcze obecna, m.in. w wielu opowiadaniach, bajkach czy historyjkach. Czarownica, która kojarzona jest z istotą diabła (głównie posądzanego o praktykowanie jakichkolwiek czarów w XVII-XVIII wieku) nadal posiada swój indywidualny byt w oczach masy ludzkiej.

## Świat
Czarownictwo na świecie głównie kojarzone jest z Czarnym Lądem, gdzie różnego rodzaju obrzędy są praktykowane przez odpowiednio usytuowane plemiona. Głównie są one o charakterze magicznym, gdzie w odpowiedniej ceremonii przewodzi nierzadko przywódca, który prowadzi dane zgromadzenie.

### Czarna Afryka
Czarna Afryka to świat wielkiej wspólnoty modlitewnej, modłów, które zanoszone są bóstwom nie indywidualnie, lecz kolektywnie. Tańce, inkantacje, ekstatyczne misteria w maskach, jednoczą jednostki ze sobą i danym bóstwem.
Rytualne maski to przedmioty, które nierzadko kojarzone są z przodkami oraz istotami ponadnaturalnymi. Pełnią również formę wehikułów, w które może wejść duch lub bóstwo, nośnikiem jest ciało tancerza. Przykładowo przywódca ludu Jaka z Angoli nosi maskę zwaną Ndeemba, która uosabia przodka chcącego przekazać swoją witalność.
Innymi przedmiotami o magicznych właściwościach są bębny. Traktowane one są jako istoty mające duszę i osobowość, dlatego też co jakiś czas składane są im dary i ofiary, które mają je napełnić siłą.
Znaną częścią czarownictwa jest również nawiedzenie, zwane transem lub opętaniem. Świadczy to o bytności duchów i bóstw podczas ceremonii. Charakterystycznymi przedstawicielami tego rytuału są plemiona zajmujące tereny na wschód od dolnego biegu Wolty i Buszmeni, żyjący na obrzeżach pustyni Kalahari. Nawiedzeniu towarzyszy niekiedy użycie roślin o właściwościach psychoaktywnych, które przeważnie wrzuca się do ognia. U niektórych plemion palenie konopi jest zwyczajem narodowym. W Afryce równie popularnym kultem przodków jest kontakt ze zmarłymi. U podstaw tej wiary leży zwykle przekonanie, iż człowiek po śmierci zachowuje swoją duszę.

### Wyspa Borneo
Żyjące na wyspie Borneo plemię Ibanów charakteryzuje się egzystencją we własnym świecie wierzeń i magii. Wodzami ich plemiona są szamani, którzy nierzadko zastępują fachową pomoc medyczną Indonezyjczykom. Jednym z lekarstw na wszelkie dolegliwości jest schwytanie piskląt ptaków prostoszponów i połamanie im nóg. Pisklaki te bowiem karmione są przez dorosłe ptaki całe swoje życie ziołami. Kiedy już zostaną poddane wyleczeniu w trakcie tej osobliwej kuracji, są zabijane, a następnie zostają polane mocnym alkoholem, który w tym połączeniu stanowi lekarstwo na wszystko. Jest to charakterystyczny dla tego plemiona zabieg czarownictwa, który ma na celu uzdrawianie swojego ludu.